# Pseudostomella
Genre
Pseudostomella est un genre de gastrotriches de la famille des Thaumastodermatidae.

## Liste des espèces
Selon World Register of Marine Species (25 juin 2025) :
- Pseudostomella andamanica Rao, 1993
- Pseudostomella cataphracta Ruppert, 1970
- Pseudostomella cheraensis Priyalakshmi, Menon & Todaro, 2007
- Pseudostomella dolichopoda Todaro, 2012
- Pseudostomella etrusca Hummon, Todaro & Tongiorgi, 1993
- Pseudostomella faroensis Clausen, 2004
- Pseudostomella indica Rao, 1970
- Pseudostomella klauserae Hochberg, 2002
- Pseudostomella koreana Lee & Chang, 2002
- Pseudostomella longifurca Lee & Chang, 2002
- Pseudostomella malayica Renaud-Mornant, 1967
- Pseudostomella mandela Todaro, Perissinotto & Bownes, 2015
- Pseudostomella megapalpator Hochberg, 2002
- Pseudostomella plumosa Ruppert, 1970
- Pseudostomella roscovita Swedmark, 1956
- Pseudostomella squamalongispinosa Araujo, Balsamo & Garraffoni, 2013
- Pseudostomella triancra Hummon, 2008

## Systématique
Ce genre a été décrit en 1956 par Swedmark (d).

## Publication originale
- Swedmark, « Nouveaux Gastrotriches Macrodasyoides de la région de Roscoff », Archives de Zoologie Expérimentale et Générale, 1956, vol. 94, no 1, p. 43–57.